# Baia Ėkspedicii
La baia Ėkspedicii (in russo бухта Экспедиции?; "spedizioni") è un'insenatura situata nella parte nord-orientale del golfo di Possiet, sulla costa occidentale del golfo di Pietro il Grande, in Russia. Si affaccia sul mar del Giappone e appartiene al Territorio del Litorale (Circondario federale dell'Estremo Oriente).

## Geografia
La baia Ėkspedicii è una baia interna a nord-ovest della baia Rejd Pallada, separata da quest'ultima da una striscia di terra sabbiosa lunga e stretta chiamata Nazimova (коса Назимова) o anche Čurchado (коса Чурхадо), meta estiva e balneare. La lingua di terra è lunga 5 km e larga 100 m. La penisola Novgorodskij (полуостров Новгородский), a est, con la sua lunghezza di 5 km, separa la baia Ėkspedicii dalla baia Novgorodskaja (бухта Новгородская). La vasta baia Ėkspedicii ha coste basse e la profondità delle acque in generale non supera i 4 m.
L'ingresso alla baia è ad est, tra capo Nazimova (мыс Назимова), l'estremo punto nord della lingua di terra omonima, e capo Šelecha (мыс Шелеха), punto meridionale della penisola Novgorodskij dove si trova l'insediamento di Pos'et. Un'altra località urbana è Kraskino che si trova a nord. Nella baia sfociano vari corsi d'acqua, tra cui: il Cukanovka (река Цукановка), che lambisce Kraskino, e il Gladkaja (река Гладкая) a nord-est.

## Storia
La baia è stata scoperta nel 1854 dalla spedizione del vice-ammiraglio Evfimij Vasil'evič Putjatin a bordo della fregata Pallada (in italiano Pallade) ed è stata chiamata Zapadnaja (бухта Западная; cioè "baia dell'ovest"). Ha preso il suo nome attuale nel 1859 a ricordo dell'incontro di due spedizioni: quella marittima del generale Nikolaj Nikolaevič Murav'ëv-Amurskij e quella topografica Konstantin Faddeevič Budogosskij.